# Rubiteucris
Rubiteucris là một chi thực vật có hoa trong họ Hoa môi (Lamiaceae).

## Loài
Chi Rubiteucris gồm các loài: